# Gerson Peres

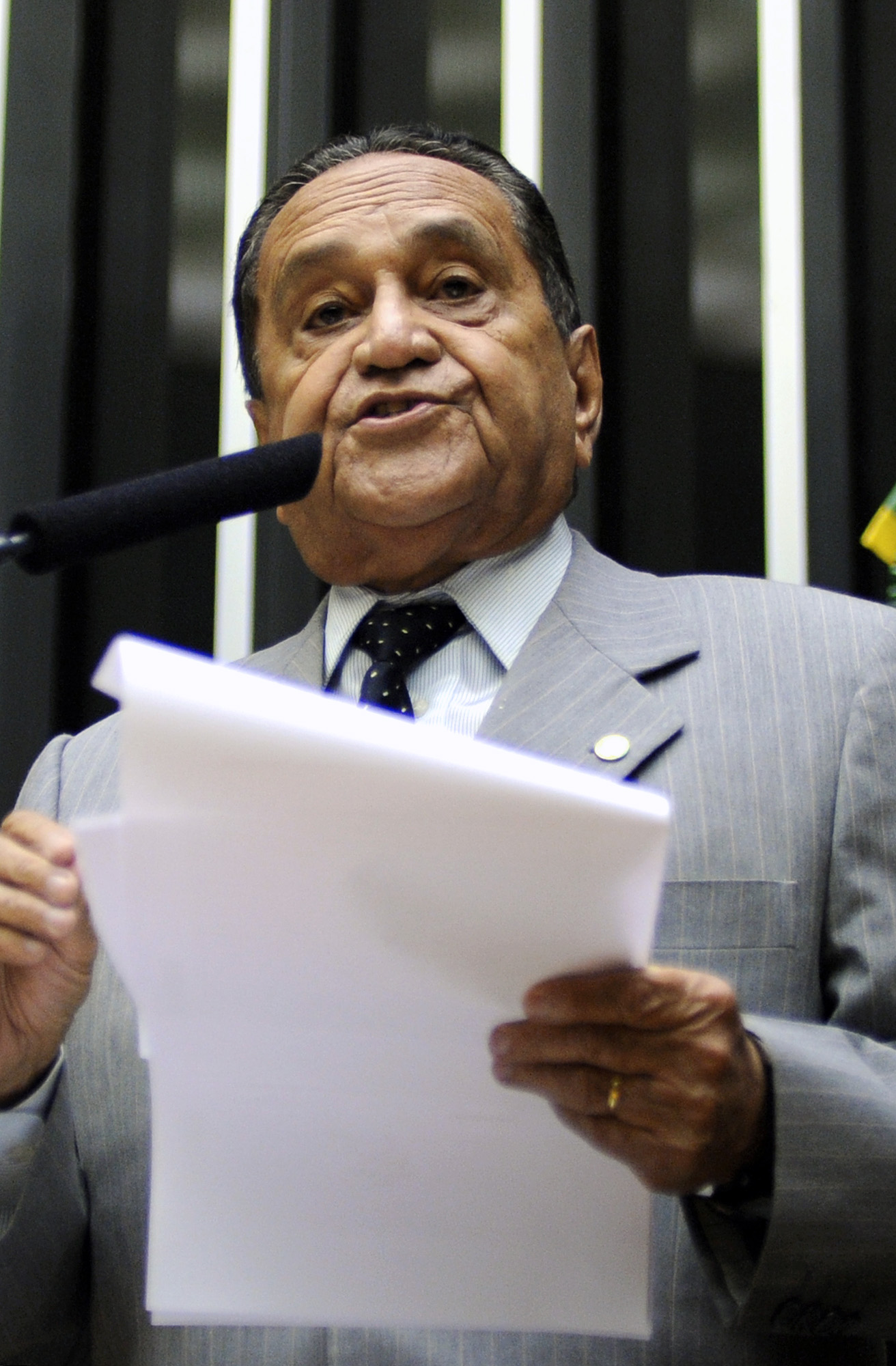
Gerson dos Santos Peres, 2010

Gerson dos Santos Peres (* 2. Mai 1931 in Cametá, Pará; † 21. April 2020 in Belém) war ein brasilianischer Politiker, Jurist und Journalist.
Gerson Peres studierte Rechtswissenschaften an der Bundesuniversität in Pará und arbeitete zeitweise als Journalist für O Liberal und A Província do Pará.
Er kam 1958 in die Politik und wurde zunächst Abgeordneter in der Legislativversammlung des Bundesstaates Pará von 1959 bis 1963. Dann war er Vize-Gouverneur des Bundesstaates von 1979 bis 1982 unter Gouverneur Alacid Nunes. Er wechselte daraufhin ins nationale Parlament Brasiliens, wo er von 1983 bis 2003 und von 2007 bis 2011 Abgeordneter war. Zwischen 2003 und 2006 war Peres Sonderstaatssekretär für Soziale Förderung in Pará. Bei den Wahlen in Brasilien 2006 wurde er mit 103.555 der gültigen Stimmen oder 3,32 % zum Vertreter seines Heimatstaates erneut wiedergewählt. 2011 endete die letzte Amtszeit seiner insgesamt 53-jährigen Laufbahn als Politiker.
Politisch war er ein Parteienwechsler, so gehörte er den Parteien PTB, UDN, ARENA, PDS, PPR, PPB und PP an. 1992 hatte er für das Amtsenthebungsverfahren (impeachment) von Fernando Collor de Mello gestimmt.
Im Verlauf der COVID-19-Pandemie in Brasilien wurde Peres am 13. April 2020 mit COVID-19 ins Krankenhaus eingeliefert, an deren Folgen er auch verstarb. Die Regierung des Bundesstaates Pará ordnete drei Tage Staatstrauer an.